# 채텀 컵
채텀 컵(영어: Chatham Cup)은 뉴질랜드의 최고 축구 녹아웃 토너먼트이다. 대회는 매년 개최되며 결승전은 9월에 치러진다. 최근 채텀 컵의 챔피언은 2022년 결승전에서 이스턴 서버브스를 1-0으로 꺾은 오클랜드 시티이다.